# Marcé
Marcé – miejscowość i gmina we Francji, w regionie Kraj Loary, w departamencie Maine i Loara.
Według danych na rok 2010 gminę zamieszkiwało 859 osób, a gęstość zaludnienia wynosiła 40 osób/km².